# Collegio di Newcastle upon Tyne Central
Newcastle upon Tyne Central è stato un collegio elettorale situato nel Tyne and Wear, nel Nord Est dell'Inghilterra, e rappresentato alla Camera dei comuni del Parlamento del Regno Unito. Eleggeva un membro del parlamento con il sistema first-past-the-post, ossia maggioritario a turno unico; il collegio è stato abolito in occasione della revisione periodica del 2024.

## Estensione
- 1918-1950: i ward del County Borough di Newcastle di All Saints, St John's, St Nicholas, Stephenson e Westgate.
- 1950-1983: i ward del County Borough di Newcastle di Armstrong, Byker, St Anthony's, St Nicholas e Stephenson, ed il distretto rurale di Newcastle.
- 1983-1997: i ward della Città di Newcastle di Blakelaw, Fenham, Jesmond, Kenton, Moorside, South Gosforth e Wingrove.
- 1997-2010: i ward della Città di Newcastle di Blakelaw, Fenham, Jesmond, Kenton, Moorside, Sandyford, South Gosforth e Wingrove.
- 2010-2024: i ward della Città di Newcastle di Benwell and Scotswood, Blakelaw, Elswick, Fenham, Kenton, Westgate, West Gosforth e Wingrove.

## Membri del parlamento
| Elezione | Elezione     | Deputato          | Partito          |
| -------- | ------------ | ----------------- | ---------------- |
|          | 1918         | George Renwick    | Conservatore     |
|          | 1922         | Charles Trevelyan | Laburista        |
|          | 1931         | Arthur Denville   | Conservatore     |
|          | 1945         | Lyall Wilkes      | Laburista        |
| 1951     | Ted Short    |                   | Laburista        |
| 1976 (S) | Harry Cowans |                   | Laburista        |
|          | 1983         | Piers Merchant    | Conservatore     |
|          | 1987         | Jim Cousins       | Laburista        |
| 2010     | Chi Onwurah  |                   | Laburista        |
|          | 2024         | Collegio abolito  | Collegio abolito |

## Elezioni

### Elezioni negli anni 2010
| Partito                    | Partito                                | Candidato                  | Risultati 12 dicembre 2019 | Risultati 12 dicembre 2019 |
| Partito                    | Partito                                | Candidato                  | Voti                       | %                          |
| -------------------------- | -------------------------------------- | -------------------------- | -------------------------- | -------------------------- |
|                            | Laburista                              | Chi Onwurah                | 21 568                     | 57,55                      |
|                            | Conservatore                           | Emily Victoria Payne       | 9 290                      | 24,79                      |
|                            | Lib Dem                                | Said Ali Avaei             | 2 709                      | 7,23                       |
|                            | Brexit                                 | Mark Frederick Griffin     | 2 542                      | 6,78                       |
|                            | Verdi                                  | Taymar Pitman              | 1 365                      | 3,64                       |
|                            |                                        |                            |                            |                            |
| Iscritti                   | Iscritti                               | Iscritti                   | 57 845                     | 100,00                     |
| ↳ Votanti (% su iscritti)  | ↳ Votanti (% su iscritti)              | ↳ Votanti (% su iscritti)  | 37 474                     | 64,78                      |
| ↳ Astenuti (% su iscritti) | ↳ Astenuti (% su iscritti)             | ↳ Astenuti (% su iscritti) | 20 371                     | 35,22                      |
|                            |                                        |                            |                            |                            |
|                            | Esito: collegio confermato a Laburista |                            |                            |                            |

| Partito                    | Partito                                | Candidato                  | Risultati 8 giugno 2017 | Risultati 8 giugno 2017 |
| Partito                    | Partito                                | Candidato                  | Voti                    | %                       |
| -------------------------- | -------------------------------------- | -------------------------- | ----------------------- | ----------------------- |
|                            | Laburista                              | Chi Onwurah                | 24 071                  | 64,89                   |
|                            | Conservatore                           | Steve Kyte                 | 9 134                   | 24,62                   |
|                            | Lib Dem                                | Nick Cott                  | 1 812                   | 4,88                    |
|                            | UKIP                                   | David Muat                 | 1 482                   | 4,00                    |
|                            | Verdi                                  | Peter Thomson              | 595                     | 1,60                    |
|                            |                                        |                            |                         |                         |
| Iscritti                   | Iscritti                               | Iscritti                   | 55 364                  | 100,00                  |
| ↳ Votanti (% su iscritti)  | ↳ Votanti (% su iscritti)              | ↳ Votanti (% su iscritti)  | 37 094                  | 67,00                   |
| ↳ Astenuti (% su iscritti) | ↳ Astenuti (% su iscritti)             | ↳ Astenuti (% su iscritti) | 18 270                  | 33,00                   |
|                            |                                        |                            |                         |                         |
|                            | Esito: collegio confermato a Laburista |                            |                         |                         |

| Partito                    | Partito                                | Candidato                  | Risultati 7 maggio 2015 | Risultati 7 maggio 2015 |
| Partito                    | Partito                                | Candidato                  | Voti                    | %                       |
| -------------------------- | -------------------------------------- | -------------------------- | ----------------------- | ----------------------- |
|                            | Laburista                              | Chi Onwurah                | 19 301                  | 55,01                   |
|                            | Conservatore                           | Simon Kitchen              | 6 628                   | 18,89                   |
|                            | UKIP                                   | Daniel Thompson            | 5 214                   | 14,86                   |
|                            | Lib Dem                                | Nick Cott                  | 2 218                   | 6,32                    |
|                            | Verdi                                  | Alex Johnson               | 1 724                   | 4,91                    |
|                            |                                        |                            |                         |                         |
| Iscritti                   | Iscritti                               | Iscritti                   | 58 184                  | 100,00                  |
| ↳ Votanti (% su iscritti)  | ↳ Votanti (% su iscritti)              | ↳ Votanti (% su iscritti)  | 35 085                  | 60,30                   |
| ↳ Astenuti (% su iscritti) | ↳ Astenuti (% su iscritti)             | ↳ Astenuti (% su iscritti) | 23 099                  | 39,70                   |
|                            |                                        |                            |                         |                         |
|                            | Esito: collegio confermato a Laburista |                            |                         |                         |

| Partito                    | Partito                                | Candidato                  | Risultati 6 maggio 2010 | Risultati 6 maggio 2010 |
| Partito                    | Partito                                | Candidato                  | Voti                    | %                       |
| -------------------------- | -------------------------------------- | -------------------------- | ----------------------- | ----------------------- |
|                            | Laburista                              | Chi Onwurah                | 15 692                  | 45,94                   |
|                            | Lib Dem                                | Gareth Kane                | 8 228                   | 24,09                   |
|                            | Conservatore                           | Nick Holder                | 6 611                   | 19,36                   |
|                            | BNP                                    | Ken Booth                  | 2 302                   | 6,74                    |
|                            | UKIP                                   | Martin Davies              | 754                     | 2,21                    |
|                            | Verdi                                  | John Pearson               | 568                     | 1,66                    |
|                            |                                        |                            |                         |                         |
| Iscritti                   | Iscritti                               | Iscritti                   | 60 451                  | 100,00                  |
| ↳ Votanti (% su iscritti)  | ↳ Votanti (% su iscritti)              | ↳ Votanti (% su iscritti)  | 34 155                  | 56,50                   |
| ↳ Astenuti (% su iscritti) | ↳ Astenuti (% su iscritti)             | ↳ Astenuti (% su iscritti) | 26 296                  | 43,50                   |
|                            |                                        |                            |                         |                         |
|                            | Esito: collegio confermato a Laburista |                            |                         |                         |

### Elezioni negli anni 2000
| Partito                    | Partito                                 | Candidato                  | Risultati 5 maggio 2005 | Risultati 5 maggio 2005 |
| Partito                    | Partito                                 | Candidato                  | Voti                    | %                       |
| -------------------------- | --------------------------------------- | -------------------------- | ----------------------- | ----------------------- |
|                            | Laburista                               | Jim Cousins                | 16 211                  | 45,13                   |
|                            | Lib Dem                                 | Greg Stone                 | 12 229                  | 34,05                   |
|                            | Conservatore                            | Wendy Morton               | 5 749                   | 16,01                   |
|                            | Verdi                                   | Joe Hulm                   | 1 254                   | 3,49                    |
|                            | Newcastle Academy with Christian Values | Clive Harding              | 477                     | 1,33                    |
|                            |                                         |                            |                         |                         |
| Iscritti                   | Iscritti                                | Iscritti                   | 68 149                  | 100,00                  |
| ↳ Votanti (% su iscritti)  | ↳ Votanti (% su iscritti)               | ↳ Votanti (% su iscritti)  | 35 920                  | 52,71                   |
| ↳ Astenuti (% su iscritti) | ↳ Astenuti (% su iscritti)              | ↳ Astenuti (% su iscritti) | 32 229                  | 47,29                   |
|                            |                                         |                            |                         |                         |
|                            | Esito: collegio confermato a Laburista  |                            |                         |                         |

| Partito                    | Partito                                | Candidato                  | Risultati 7 giugno 2001 | Risultati 7 giugno 2001 |
| Partito                    | Partito                                | Candidato                  | Voti                    | %                       |
| -------------------------- | -------------------------------------- | -------------------------- | ----------------------- | ----------------------- |
|                            | Laburista                              | Jim Cousins                | 19 169                  | 54,97                   |
|                            | Lib Dem                                | Stephen Psallidas          | 7 564                   | 21,69                   |
|                            | Conservatore                           | Aidan Ruff                 | 7 414                   | 21,26                   |
|                            | Laburista Socialista                   | Gordon Potts               | 723                     | 2,07                    |
|                            |                                        |                            |                         |                         |
| Iscritti                   | Iscritti                               | Iscritti                   | 67 972                  | 100,00                  |
| ↳ Votanti (% su iscritti)  | ↳ Votanti (% su iscritti)              | ↳ Votanti (% su iscritti)  | 34 870                  | 51,30                   |
| ↳ Astenuti (% su iscritti) | ↳ Astenuti (% su iscritti)             | ↳ Astenuti (% su iscritti) | 33 102                  | 48,70                   |
|                            |                                        |                            |                         |                         |
|                            | Esito: collegio confermato a Laburista |                            |                         |                         |

## Risultati dei referendum

### Referendum sulla permanenza del Regno Unito nell'Unione europea del 2016
|             | Collegio                    | Lasciare UE % | Rimanere in UE % |
| ----------- | --------------------------- | ------------- | ---------------- |
|             | Newcastle upon Tyne Central | 48,3%         | 51,7%            |
|             | Inghilterra                 | 53,3%         | 46,7%            |
| Regno Unito | 51,9%                       | 48,1%         |                  |